# Гермократ
Гермократ (дав.-гр. ῾Ερμοκράτης, ? — 408 до н. е.) — давньогрецький полководець із Сиракуз.
Син Гермона, патріотичний і войовничий сиракузець, відстояв першу спробу до нападу з боку афінян, покликаних леонтінцями, тим, що в місті Гелі влаштував загальний мир між сицилійськими містами в 424 до н. е.
Коли афіняни, покликані сегестанцями, наступали вдруге і перебували в Регії, Гермократ марно вмовляв сиракузців прийняти оборонні заходи. Демагог Афенагор пручався йому і тільки тоді, коли дійсно настала небезпека, його поради були прийняті. Гермократа обрали у полководці, отримавши допомогу від Коринфу і Спарти, керував війною проти афінян.
Потім 412 до н. е. він прийшов з сицилійським флотом на допомогу спартанцям, відзначився у кількох боях, зокрема при Кізіку, але в 410 до н. е., за порадою Діокла, як аристократ, був вигнаний з батьківщини Знайшов прихисток у Фарнабаза. Спочатку він переносив вигнання з покірністю, але скоро туга за батьківщиною змусила його повернутися до Сицилії, він зібрав військо для кампанії проти карфагенян і, коли цим налаштував прихильно до себе народ, встиг скинути Діокла (409 до н. е.). Проте сам не зміг повернутись на батьківщину. Тоді він приступив до міста з 3 000 воїнами, зібраних за допомогою Фарнабаза, наважився увійти з незначним військом до міста і був убитий в 408 до н. е. Дочка його вийшла заміж за Діонісія I Сиракузького, батька якого також звали Гермократом.